# Lars Kepler
Lars Kepler, pseudonimo di Alexander Ahndoril (Upplands Väsby, 20 gennaio 1967) e  
Alexandra Coelho Ahndoril (Helsingborg, 1966) sono una coppia di scrittori svedesi.

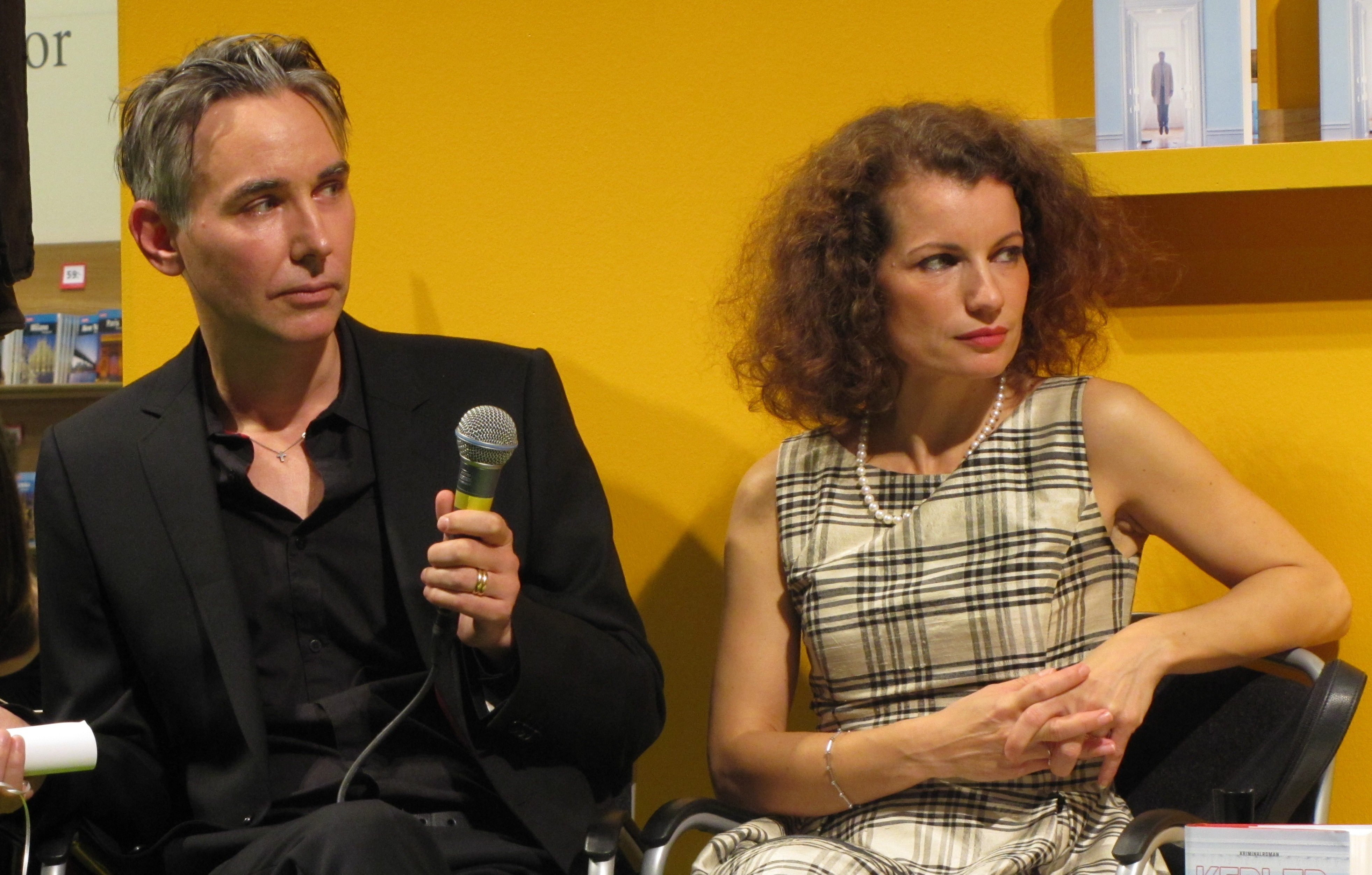
I coniugi Alexander Ahndoril e Alexandra Coelho Ahndoril

I due coniugi, sposati nel 1994, vivono a Stoccolma con le loro tre figlie, vicino alla centrale di polizia. Entrambi scrittori, decidono di sospendere momentaneamente nel 2009 le loro carriere, provando a scrivere un romanzo giallo a quattro mani.. Per mantenere la separazione tra la loro nuova avventura e le rispettive carriere, entrambe non indirizzate verso questo genere letterario, decidono di inviare il manoscritto con lo pseudonimo Lars Kepler.
Il risultato di questa collaborazione è il romanzo best seller del 2010 L'ipnotista, che arriva a vendere in Italia oltre 300 000 copie e scalza dalla vetta delle classifiche svedesi la trilogia di Stieg Larsson. Il romanzo, così come i successivi della serie, vede come protagonista Joona Linna, ispettore di origini finniche della polizia criminale di Stoccolma.

## Pseudonimo
Lars è un omaggio all'autore svedese di gialli Stieg Larsson che ha ispirato la coppia  a iniziare a scrivere romanzi gialli. Il nome Kepler deriva dallo scienziato tedesco Johannes Kepler (1571-1630), che risolse uno dei più grandi misteri del suo tempo: furono i suoi calcoli delle orbite dei pianeti ad aprire la strada alle tesi di Newton sulla gravità.

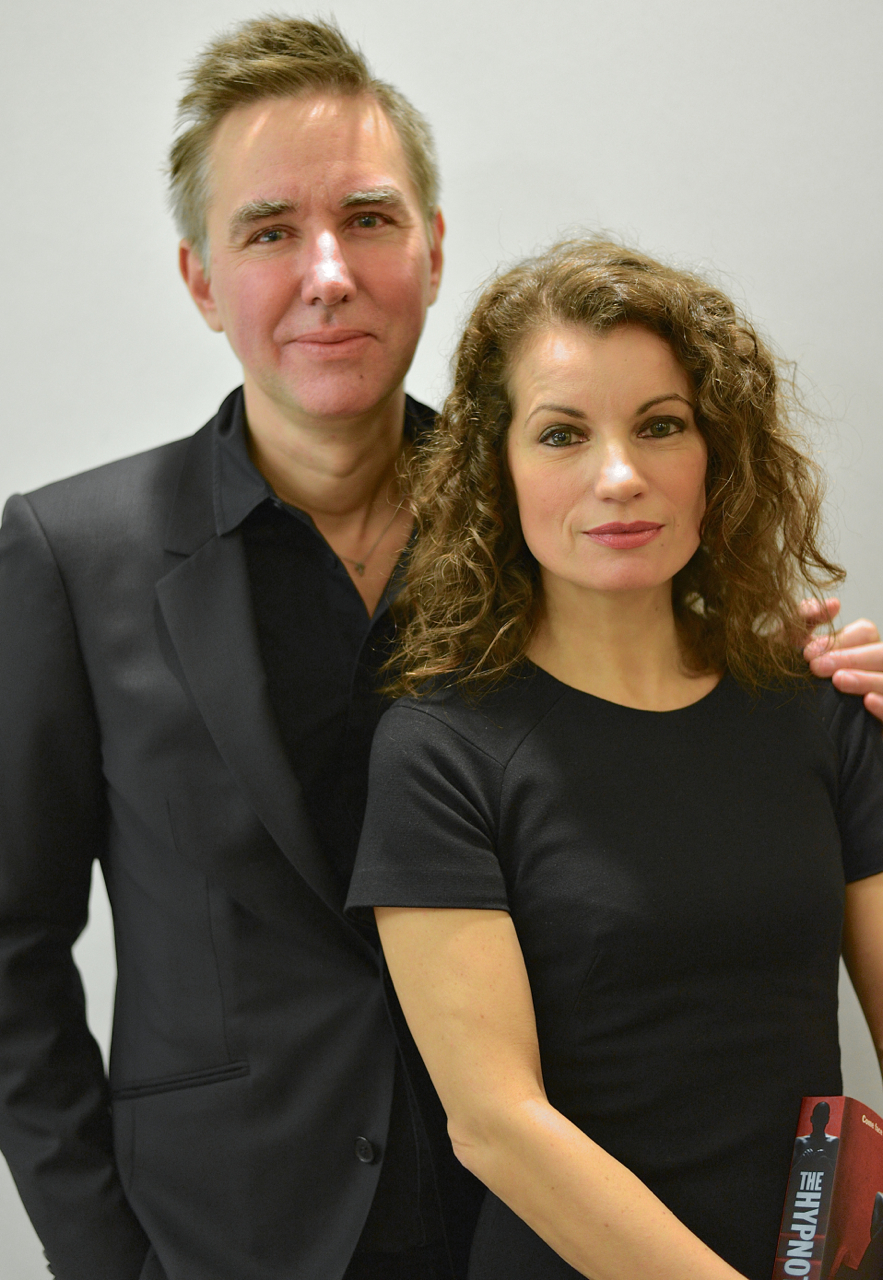
Alexander Ahndoril e Alexandra Coelho Ahndoril nel 2012

I media britannici hanno inizialmente indicato Henning Mankell come la persona dietro lo pseudonimo di Lars Kepler, ma questo è stato rapidamente smentito sia dallo stesso Mankell che da Bonniers, l'editore svedese dei libri di Lars Kepler. Anche molti altri furono sospettati di essere l'autore. Nell'agosto 2009, il quotidiano svedese Aftonbladet ha rivelato che i coniugi Ahndoril erano in realtà quelli dietro lo pseudonimo. Ciò è stato confermato poco dopo dalla casa editrice della coppia attraverso un comunicato stampa. Il fatto che i due abbiano creato un terzo autore immaginario per rappresentarli può essere considerato un'estensione naturale delle loro prime carriere individuali, in cui entrambi hanno sperimentato l'offuscamento del confine tra finzione e realtà e incorporando l'autore come soggetto.  Il più noto è l'esempio di come Alexander Ahndoril nel suo romanzo The Director (2006) abbia creato una storia fittizia ma plausibile sulla vita del regista Ingmar Bergman. Anche Alexandra Coelho Ahndoril ha affrontato questo argomento. In un articolo sullo scrittore portoghese Fernando Pessoa, sulla rivista Hjärnstorm, scrive del suo modo di lavorare con i cosiddetti eteronimi, una sorta di pseudonimi che agiscono come individui indipendenti. Per i coniugi Ahndoril lo pseudonimo era un metodo per scrivere insieme senza limitazioni, mentre il segreto che lo circondava nasceva dal desiderio di lasciare che Lars Kepler si reggesse sulle proprie gambe e facesse valutare i suoi libri senza pregiudizi.

## Biografie
Alexander è cresciuto a Upplands Väsby, venti chilometri a nord di Stoccolma. È sempre stato un avido lettore, ma in gioventù voleva essere un pittore. Per molti anni ha prodotto grandi dipinti ad olio ispirati al Caravaggio. Ha praticato la Muay Thai ed è stato accettato in un'unità di ranger, si è trasferito nel centro di Stoccolma e ha studiato filosofia, religione e cinema all'università. Il suo primo romanzo è stato raccolto quando aveva solo diciannove anni. Prima di iniziare a scrivere come Lars Kepler, aveva già scritto nove romanzi, venti opere teatrali e un libretto d'opera.
Alexandra è cresciuta nel sud della Svezia. Ha scoperto presto che voleva diventare un'attrice e ha frequentato l'Accademia Nazionale di Mimo e Recitazione a Stoccolma.  Successivamente ha conseguito un master in scienze letterarie, è stata assunta come studentessa di dottorato all'università e ha iniziato a scrivere una dissertazione sul poeta portoghese Fernando Pessoa. Ha prodotto tre romanzi storici prima di iniziare a scrivere insieme ad Alexander.

## Opere

### Serie dell'ispettore Joona Linna
- L'ipnotista (Hypnotisören, 2009), traduzione di Alessandro Bassini, Longanesi, 2010, ISBN 978-88-304-2758-7.
- L'esecutore (Paganinikontraktet, 2010), traduzione di A. Bassini; M. Corbetta; B. Fagnoni, Longanesi, 2010, ISBN 978-88-304-2899-7.
- La testimone del fuoco (Eldvittnet, 2011), traduzione di Carmen Giorgetti Cima, Longanesi, 2012, ISBN 978-88-304-3296-3.
- L'uomo della sabbia (Sandmannen, 2012), traduzione di Carmen Giorgetti Cima, Longanesi, 2013, ISBN 978-88-304-3424-0.
- Nella mente dell'ipnotista (Stalker, 2014), traduzione di Carmen Giorgetti Cima e Roberta Nerito, Longanesi, 2015, ISBN 978-88-304-4183-5.
- Il cacciatore silenzioso (Kaninjägare, 2016), traduzione di Andrea Berardini, Longanesi, 2016, ISBN 978-88-304-4597-0.
- Lazarus (Lazarus, 2018), traduzione di Andrea Berardini, Longanesi, 2018, ISBN 978-88-304-4802-5.
- L'uomo dello specchio (Spegelmannen, 2020), traduzione di Andrea Berardini, Longanesi, 2020, ISBN 978-88-304-5494-1.
- La vendetta del ragno (Spindeln, 2022), traduzione di Andrea Berardini, Longanesi, 2022, ISBN 978-88-304-5495-8.
- Il sonnambulo (Sömngångaren, 2024), traduzione di Andrea Berardini, Longanesi, 2024, ISBN 978-88-304-6207-6.

### Altre opere
- Il porto delle anime (Playground, 2015), traduzione di A. Storti, Longanesi, 2015, ISBN 978-88-304-4357-0.

Con lo pseudonimo di Alex Ahndoril la coppia ha poi pubblicato Troverò la chiave (2023)  e Con gli occhi chiusi (2024), i cui protagonisti sono l'investigatrice privata Julia Stark e Sidney Mendelson, poliziotto nonché suo ex marito.

## Adattamenti cinematografici
Nel 2012 dal primo romanzo della serie dell'ispettore Joona Linna viene tratto il film L'ipnotista, diretto dal regista svedese Lasse Hallström. Il film venne scelto per rappresentare la Svezia come Miglior film straniero ai Premi Oscar 2013, ma non riuscì a raggiungere la finale.